# Droga A130 (Rosja)
Droga A130 – droga federalna, znajdująca się na terytorium Rosji.

## Geografia
Droga przebiega od granicy Moskwy i obwodu kałuskiego przez północną część obwodu kałuskiego (Obninsk, Małojarosławiec) i południową część smoleńskiego obwodu (pobliże Diesnogorska, Rosław) do granicy z Białorusią (potem biał. R43 na Bobrujsk, Słuck).

## Historia
Poprzednia nazwa drogi to „A101” – nowa uprawomocniła się w 2010 roku. Od 1 stycznia 2018 r. skończył się okres przejściowy, w którym mogły być używane obie nazwy.